# Rancz János
Rancz János (Csíkmindszent, Csíkszék, 1853. június 22. – 1908. január 29. vagy 1909) magyar katolikus pap, csíknagyboldogasszonyi plébános, felcsíki főesperes.

## Élete és munkássága

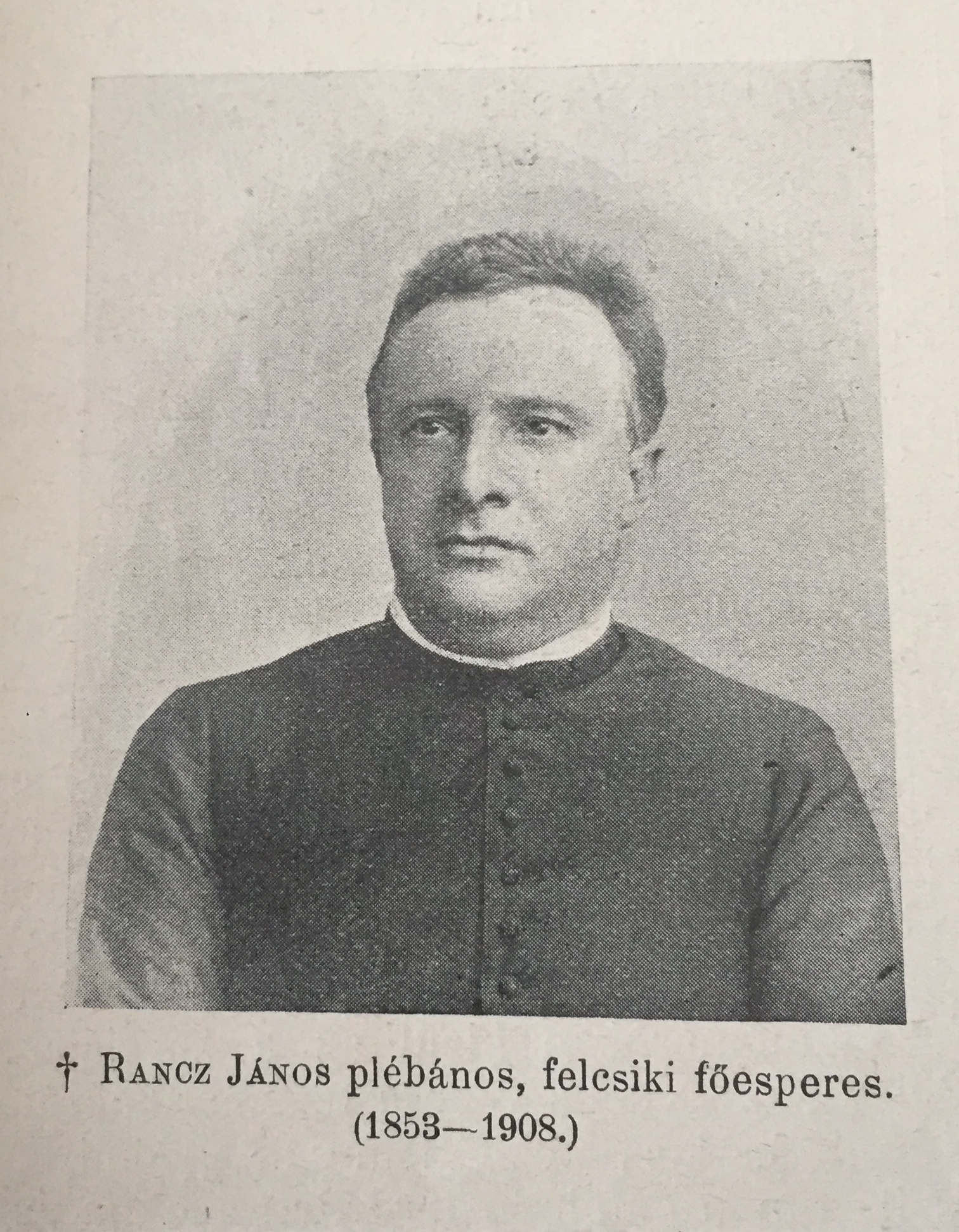

Rancz János 1853. június 22-én született a Csíkszék területén elhelyezkedő Csíkmindszenten. Egy ideig a Felcsíki római katolikus főesperesi kerületben tevékenykedett mint főesperes. Elődje Murányi Kálmán, utódja Bálint Lajos volt, akik mindketten a csíksomlyói plébánosi feladatokat látták el. 1890-ben a csíknagyboldogasszonyi (ma Karcfalva) római katolikus plébánia vezetőjévé nevezték ki, a plébánosi tisztség betöltésében Kovács Mihályt követte.
Plébánosi minőségében az ő ajánlására szerezte be 1893-ban az egyházközség a csíkkarcfalvi római katolikus vártemplom orgonáját, amely napjainkban is működik. Az új orgona elkészítésére a környéken addig nem ismert pécsi orgonaépítőt, Angster Józsefet kérték fel. 1908. január 29-én, 54 éves korában hunyt el, egyes források szerint halála 1909-ben következett be. Plébánosi rangjában haláláig megmaradt, ezt követően dr. Kászoni (Kászonyi) Alajos lett az utódja, aki 1922-ig volt a plébánia vezetője.